# František Sušil

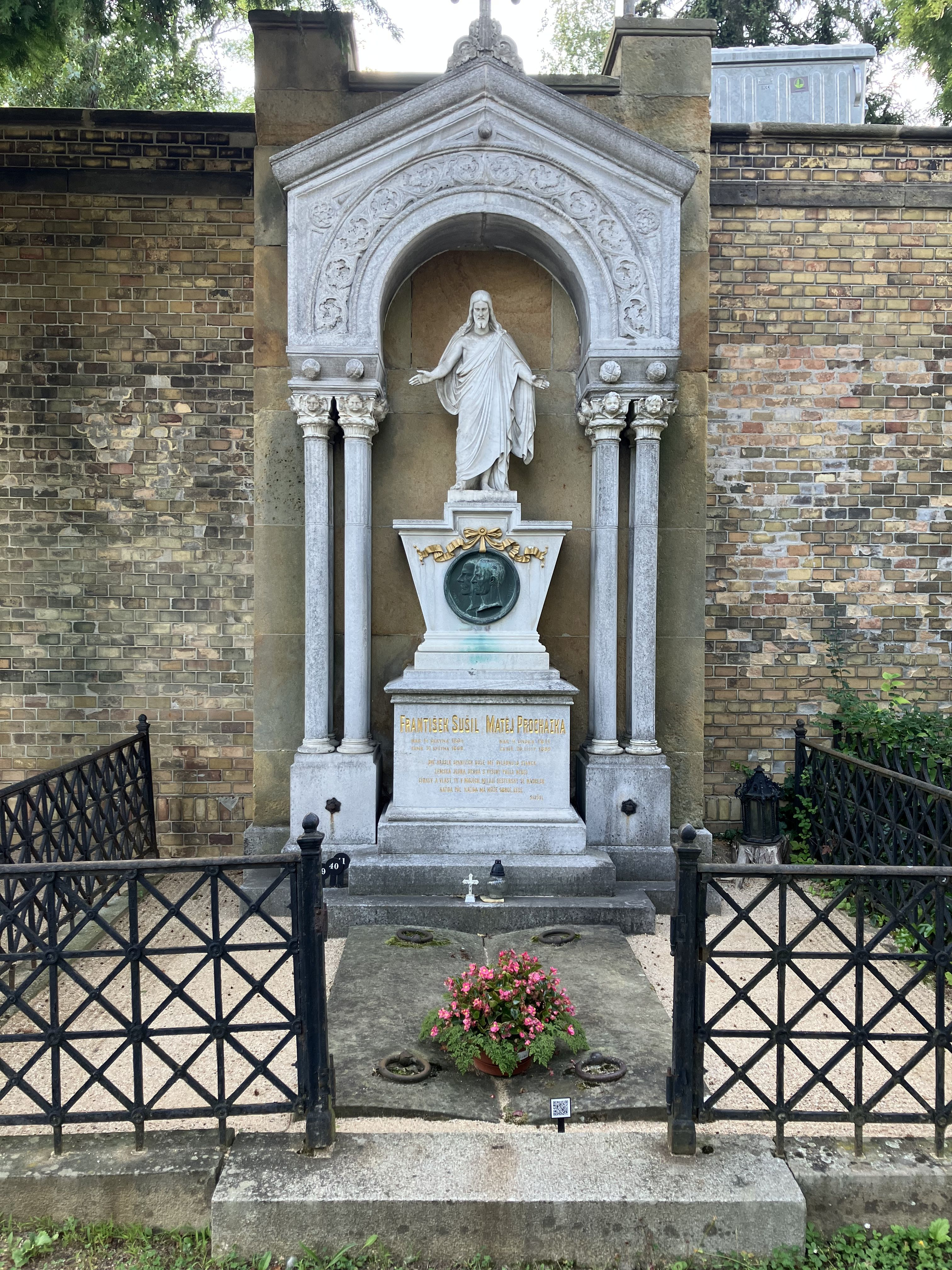
Hrob Františka Sušila

František Sušil (14. června 1804 Nový Rousínov – 31. května 1868 Bystřice pod Hostýnem) byl moravský teolog a římskokatolický kněz, vydal sbírku téměř 2 400 lidových písní pod názvem Moravské národní písně s nápěvy do textů vřazenými (vyšla po sešitech v letech 1853–1859, souborně pak roku 1860). Byl aktivní v českém národním obrození.

## Život
Narodil se v rodině hostinského (Gastwirth) Fabiana Sušila a jeho manželky Terezie, rozené Pospíšilové.
Začal studovat u svého strýce, kaplana F. Pospíšila, gymnázium dokončil v Kroměříži a od roku 1821 studoval filosofický ústav v Brně. Zde se setkal s piaristou Františkem Kynským a kaplanem V. Žákem, kteří ho povzbudili ke studiu klasických i moderních jazyků a uvedli do literatury. Překládal klasické autory a sám psal básně. Roku 1827 byl vysvěcen na kněze, byl kaplanem v Olbramovicích a Bohuticích a roku 1837 byl povolán jako profesor Nového zákona na teologickém ústavu v Brně, kde působil až do smrti. Roku 1863 byl vyznamenán ruským Řádem sv. Anny a roku 1865 dostal čestný doktorát Vídeňské univerzity.
Je pohřben na Ústředním hřbitově v Brně, sk. 28/hr. 40–1.

## Dílo

### Lidové písně
Písně začal sbírat ještě jako student v roce 1824, první sbírku vydal roku 1835, druhou v roce 1840. Zapisoval na Moravě, ale i na Opavsku a na Těšínsku v místech, kde čeština neustoupila polštině, ve slovanských osadách v Rakousku. Nejprve si vzal pomocníky, venkovské učitele, ale po špatných zkušenostech dělal tu práci sám. Nadále využíval pomocníky jen k tomu, aby sezvali lidové zpěváky ze svého okolí na jedno místo (na faru, do hospody). Protože byl kněz, zůstaly mu některé bujarejší písně utajeny, neboť prostí lidé se ostýchali je před ním zpívat. Podle pamětníků ani on sám nedovoloval zpěvákům, aby mu rozverné písně zpívali. Snažil se nicméně věrně zachovat znění písně. Po několikerém předvedení zapisoval zvlášť nápěv a text, který si navíc nechal ještě jednou přeříkat. Z rozsáhlého shromážděného materiálu vybral pro zveřejnění jen část, když třeba některé varianty sloučil, někde též očišťoval dialekty, aby ve slovácké písni nebyly hanácké koncovky apod. Také písně, které byly již v Erbenovi, do svých edicí zpravidla nezařazoval. Vydal celkem tři samostatné písňové edice – stejné písně se v nich objevují jen v malé míře.
Při srovnávání Erbenových a Sušilových sbírek se dospělo[kdo?] k dnes ještě stále rozšířenému názoru, že v českých sbírkách značně převažuje počet textů nad počtem nápěvů, zatímco v moravské lidové písni je podíl nápěvů značně vyšší než počet textů. České lidové písně se dost blíží hudbě umělé, barokního základu, ve tóninách durových či mollových, jsou často taneční a mají pevnou rytmickou strukturu. U moravské lidové písně je situace daleko složitější, neboť zde nacházíme i písně volně rytmizované (táhlé) a v nápěvech se někdy objevuje modální zabarvení (např. lydická kvarta či mixolydická septima v oblasti karpatského oblouku).
V roce 1865 napsal František Tomáš Bratránek velkou stať Moravská lidová píseň, kterou Sušil označil jako velké povzbuzení pro svou práci.

### Překlady
Sušil byl velmi plodný překladatel. Vydal překlady církevních hymnů, latinských básníků (Ovidius, Catullus, Propertius), spisy Apoštolských Otců, Válku židovskou Josefa Flavia a zejména překlad Nového zákona s ohledem na řecký text a s vlastním velice rozsáhlým a věcně bohatým komentářem.
Kromě toho vydal Krátkou prosodii českou (Brno, 1861) a několik vlastních básnických sbírek.

### Národní obrozenectví
František Sušil se stal čelným představitelem obrozeneckých snah v prosazování všeslovanské cyrilometodějské ideje. Aktivně se podílel na přípravách jubilea (1863) příchodu Cyrila a Metoděje na Moravu. Podílel se na vzniku časopisu Cyril a Metod v Olomouci (1849) a v Brně roku 1850 podpořil založení Dědictví sv. Cyrila a Metoděje jako centra pro šíření vzdělanosti, mravnosti a vlastenectví mezi širokými lidovými vrstvami. Významně tak ovlivnil dění na Moravě. Za jeho žáka a pokračovatele lze pokládat Antonína Cyrila Stojana, arcibiskupa olomouckého.

## Ohlas
Sušil významně ovlivnil celou generaci moravských kněží. Jeho lidové písně jsou podstatnou částí repertoáru Jaroslava Hutky a řady pěveckých sborů. Po Františku Sušilovi je pojmenován asteroid 21229 Sušil (1995 SM1), objevený na hvězdárně v Ondřejově roku 1995.

### Výstavy
- 2018 František Sušil – život, dílo, odkaz, výstava ke 150. výročí úmrtí P. Františka Sušila, Diecézní muzeum v Brně, 15. červen – 30. září 2018[5]